# ヘヴン (曲)
「ヘヴン」は、原由子の楽曲。自身の2作目の配信シングルとして、タイシタレーベル / ビクターエンタテインメントから2012年4月4日に着うたとして発売された。
2019年12月20日からは主要配信サイトにてダウンロード配信及びストリーミング配信が開始されている。

## 制作・音楽性
「ウルワシマホロバ〜美しき場所〜」と同日に発売となった。
「私も音楽制作を通して人とのつながりを広げたい」という原の思いから編曲には木村カエラ「Butterfly」の作曲でも知られる末光篤が起用された。
原によると四季の彩りと人生を重ねて歌にしたといい、「人生のどの季節においても輝き、そしてときめきを探しながら生きていきたい」「故郷は、たとえ遠く離れてもいつも心の中にあり、励ましてくれる大切なもの」という想いも込められている。

## 批評
『人生、いろどり』のプロデューサー及び脚本を務めた西口典子はこの曲を「『力を抜いて、前を向いて、ちょっとだけ上を向いて歩いてみませんか？』と背中を押してくれる優しくて爽やかな歌です」と説明している。

## 収録曲
1. ヘヴン (4:49)
（作詞・作曲：原由子 / 編曲：末光篤&原由子）[5]
映画『人生、いろどり』主題歌[5]。大同生命 CMソング[5]。
原の2013年の著書『あじわい夕日新聞〜夢をアリガトウ〜』の発売を告知したYouTubeの動画では前半にこの曲のサビ、後半には「ウルワシマホロバ〜美しき場所〜」のサビが流れている[6]。

## 参加ミュージシャン
- ヘヴン[5]
  - 原由子：Vocal, Chorus＆Keyboards[5]
  - 斎藤誠：Gut＆Electric Guitar, Chorus[5]
  - 角田俊介：Bass[5]
  - 鎌田清：Drums[5]
  - 末光篤：Piano＆Keyboards[5]
  - 角谷仁宣：Computer Programming[5]
  - 金原千恵子ストリングス：Strings[5]

## 収録アルバム
| 曲名   | 作品名         |
| ------ | -------------- |
| ヘヴン | アルバム未収録 |